# VV SEP
vv SEP (Voetbalvereniging Sport En Plezier) is een amateurvoetbalvereniging uit de stad en gemeente Delft, Zuid-Holland, Nederland.
Vanaf het seizoen 2022/23 ging vv SEP in zowel het mannen- als het vrouwenvoetbal uitkomen op de zaterdag.

## Algemeen
De vereniging werd op 17 juli 1947 opgericht. Thuishaven is “Sportpark Tanthof-Zuid”, gelegen ten zuiden van de wijk Tanthof aan de rand van het Abtswoudse Bos.
Voetbalvereniging SEP bestaat al ten minste sinds 1947, hoewel er geluiden zijn dat de vereniging al in 1924 opgericht zou zijn. Het eerste schriftelijke bewijs van oprichting van de "R.K. Voetbal- en Atletiekvereniging Sport En Plezier" is van 4 juni 1926. Reden van oprichting was dat een aantal leden van sv DHL in de "Nederlandse Voetbal Bond" (de latere KNVB) wilde spelen in plaats van in de "Federatie van R.K. Voetbalclubs".
Mede door de oorlog ging deze eerste vereniging in 1941 ter ziele.
Op 17 juli 1947 werd door een kern van oud-Seppers weer een R.K. voetbalvereniging opgericht. Omdat het eerdere SEP geen echte katholieke vereniging zou zijn geweest, mocht de naam SEP onder geen beding gebruikt worden. Na diverse afwijzingen werd de naam uiteindelijk "Vita Nostra" (Ons Leven).
Het clubtenue was toentertijd een groen shirt met witte mouwen en kraag, witte broek en groene kousen. 
Deze kleurencombinatie wordt tegenwoordig gebruikt als uittenue bij de selectieteams.
Medio 1960 werd de naam officieel gewijzigd in R.K.S.V. Sport En Plezier.

## Standaardelftal
Het standaardelftal speelt in het seizoen 2025/26 in de Vijfde klasse van het KNVB-district West-II en wordt getraind door John de Letter.

### Competitieresultaten 1994–heden
Tot en met 2022 speelde SEP met haar eerste elftal op zondag. In 2022 hebben zij horizontaal de overstap gemaakt naar de zaterdag.
| 10 4D |

| 11 4D |

|  |

| 3 6A |

|  |

| 10 4C |

| 9 4D |

| 11 4B |

| 2 5C |

| 9 4C |

| 7 4D |

| 3 4C |

| 7 4C |

| 5 4A |

| 6 4D |

| 7 4C |

| 5 4A |

| 1 4E |

| 11 3A |

| 1 4A |

| 10 3A |

| 9 3C |

| 10 3B |

| 10 3B |

| 10 3B |

| 11 HB 5 Q4 |

| 14* 3B |

| 9* 3A |

| 3 3A |

| 14 3C |

| 8 4A |

| 3 5A |

- = Dit seizoen werd stopgezet vanwege de uitbraak van het coronavirus. Er werd voor dit seizoen geen officiële eindstand vastgesteld.

| Tweede divisie | Derde divisie       | Vierde divisie | Eerste klasse |
| Tweede klasse  | Derde klasse        | Vierde klasse  | Vijfde klasse |
| Zesde klasse   | Overgangscompetitie |                |               |

In elke staaf van de grafiek staat van boven naar beneden vermeld: 
- Eindnotering

Dit is de positie die de club heeft bereikt in de competitie, zonder eventuele beslissings-, play-off- of nacompetitiewedstrijden die nodig zijn geweest om bijvoorbeeld de kampioen van de competitie te bepalen.
Indien een * achter het getal staat is de notering een tussenstand en kan het zijn dat de notering niet overeenkomt met de uiteindelijke eindstand van de competitie.
Staat er een - dan is het seizoen nog bezig en is er geen definitieve uitslag bekend.
Staat er xx op de positie van de notering, dan heeft de club vroegtijdig de competitie verlaten. Dit kan onder andere komen door terugtrekking van het team, faillissement van de club of door een uitgedeelde straf van de KNVB. In veel gevallen staat elders in het artikel de reden vermeld.
Staat er een ? dan is het resultaat uit het verleden onbekend, en is alleen de competitie of het niveau bekend van dat seizoen.
In de seizoenen 2019/20 en 2020/21 werd wegens de coronacrisis het amateurvoetbal afgebroken. Daardoor kennen deze staven geen eindklassering (middels -- weergegeven).
- Competitieniveau en afdelingsletter of Officiële eindstand Eredivisie
  - Competitieniveau en afdelingsletter

Hierbij geeft het getal het niveau weer, dat ook terug te vinden is in de legenda. De letter is de afdelingsaanduiding en wordt gebruikt wanneer er meer afdelingen zijn op hetzelfde niveau. De afdelingsletter is altijd een hoofdletter en wordt meestal zonder nummer gebruikt.
Voorbeeld: 2F is niveau 2e klasse competitie F.
Het competitieniveau en nummer wordt niet vermeld wanneer er slechts één competitie van dit niveau was.
  - Officiële eindstand Eredivisie (getal staat tussen haakjes vermeld)

Sinds de introductie van play-offwedstrijden voor Europees voetbal na afloop van de reguliere competitie in 2005/06, is de KNVB verplicht een eindstand van de Eredivisie door te geven aan de UEFA aan de hand van deze play-offwedstrijden.
Bij deze eindstand staan clubs die zich hebben gekwalificeerd voor Europees voetbal hoger dan clubs die zich niet wisten te kwalificeren. Indien er geen verschil was tussen de eindnotering en de officiële eindstand, staat dit getal niet vermeld.

- Onderafdeling

Hier staat afgekort de naam van de onderafdeling indien de club in dat jaar in een onderafdeling uitkwam. Tevens staat deze afkorting in de legenda en wordt gelinkt naar het artikel over deze onderafdeling. Deze afkorting wordt alleen vermeld wanneer de club in het verleden in verschillende onderafdelingen heeft gespeeld. Deze vermelding is in de staaf altijd in kleine letters. Deze onderafdelingen zijn na het seizoen 1995/96 afgeschaft. Heeft de club in slechts één onderafdeling gespeeld, dan is dit alleen terug te vinden in de legenda.
Onder de staaf staat het jaartal vermeld waarin het seizoen is afgesloten. 15 verwijst naar het seizoen 2014/15 of eventueel het seizoen 1914/15.
Wanneer een staaf leeg is, zijn deze gegevens niet bekend. Het kan ook zijn dat de club dat seizoen niet heeft meegespeeld op het hogere amateurniveau, vroegtijdig de competitie heeft verlaten of uit de competitie is gezet.

In het seizoen 1944/45 was er wegens de Tweede Wereldoorlog geen regulier competitievoetbal.

## Vrouwen
Het eerste vrouwenvoetbalelftal speelde sinds het seizoen 2018/19 in de landelijke Eerste klasse zondag.
Daarvoor kwam het vier seizoenen uit in de Tweede klasse.
Die Tweede klasse werd in het seizoen 2013/14 via de nacompetitie behaald, bij beide promoties was VV Gilze VR1 de tegenstander.
Een seizoen eerder in 2012/13 werd via een ongeslagen kampioenschap de Derde klasse behaald na een ruime overwinning bij het Vlaardingse SC Victoria '04 VR1.
In haar eerste seizoen in de Eerste klasse wist SEP VR1 direct de nacompetitie te behalen voor promotie naar de Hoofdklasse.
In het Jan Louwers Stadion in Eindhoven werd ondanks een snelle voorsprong door een strafschop in de verlenging met 2-1 verloren van het uiteindelijk gepromoveerde FC Eindhoven AV VR2.
Door de coronapandemie en de daarbij behorende maatregelen in Nederland was het onmogelijk om het seizoen 2019/20 én 2020/21 uit te spelen, hierdoor zou SEP VR1 in het seizoen 2021/22 weer in de landelijke Eerste klasse uitkomen.
In het seizoen 2022/23 waren in navolging van de herenselectie van SEP ook de vrouwen ingestroomd in het zaterdagvoetbal.
In tegenstelling tot de heren begonnen de vrouwen van SEP in de zaterdag Derde klasse daar zij niet horizontaal konden oversteken naar de zaterdag Eerste klasse.
Na één seizoen in de zaterdag Derde klasse promoveerde SEP VR1 in seizoen 2023/24 direct en ongeslagen (64 uit 66 punten) naar de zaterdag Tweede klasse.

### Oud- en bekende speelsters
Suus de Blij, Chelsea Disseldorp, Luna Knoester

### Erelijst
SEP VR1 (voorheen DA1)
Kampioen Derde klasse zaterdag: 2023
Kampioen Tweede klasse zondag: 2018
Kampioen Vierde klasse zondag: 2013
Kampioen Vijfde klasse zondag: 2012
Ariston '80 · DSV Concordia · Delfia · DVV Delft · DHC Delft · SV DHL · DVC Delft · Full Speed · DSVV Ouwe Schoen · VV SEP · SVVV Taurus · Vitesse Delft · SV Wippolder